# Volker Jänich
Volker Michael Jänich (* 1964 in Hannover) ist ein deutscher Rechtswissenschaftler und Hochschullehrer an der Friedrich-Schiller-Universität Jena.

## Leben
Nach dem Abitur 1984 an der Helene-Lange-Schule Hannover begann Jänich zum Wintersemester 1984/85 ein Studium der Rechtswissenschaften an der Universität Osnabrück. Dort bestand er im November 1989 sein Erstes Juristisches Staatsexamen mit der Note gut. Anschließend arbeitete er bis 1991 als wissenschaftlicher Mitarbeiter am Lehrstuhl von Hans-Jürgen Ahrens. Parallel zu seinem 1991 im Bezirk des Oberlandesgerichts Oldenburg angetretenen Referendariat schloss Jänich im Juni 1993 bei Ahrens mit summa cum laude seine Promotion zum Dr. iur. ab. Sein Zweites Staatsexamen legte er im September 1994 ab. Anschließend war er für kurze Zeit in einer Osnabrücker Rechtsanwaltskanzlei, bevor zum 1. Januar 1995 eine Stellung als wissenschaftlicher Assistent am Osnabrücker Lehrstuhl von Ahrens antrat. Dort habilitierte er sich 2000 und erhielt die Venia legendi für die Fächer Bürgerliches Recht, Handels- und Wirtschaftsrecht und Zivilverfahrensrecht.
Nach einer einsemestrigen Lehrstuhlvertretung an der Universität Jena nahm er zum Wintersemester 2001/02 einen Ruf derselben auf den Gerd-Bucerius-Lehrstuhl für Bürgerliches Recht mit deutschem und internationalem Gewerblichen Rechtsschutz an, den er seitdem innehat. Seit Januar 2007 ist er zudem Richter im Zweiten Hauptamt am Thüringer Oberlandesgericht in Jena.

## Werke (Auswahl)
Jänichs Forschungsschwerpunkte liegen vor allem im Lauterkeitsrecht, im Gewerblichen Rechtsschutz sowie im Urheberrecht.
- Überhöhte Verbotsstandards im UWG? Normbildung und Exegese der Irreführungstatbestände. Heymanns, Köln 1993, ISBN 978-3-452-22684-6 (Dissertation).
- Geistiges Eigentum: eine Komplementärerscheinung zum Sacheigentum? Mohr Siebeck, Tübingen 2002, ISBN 978-3-16-147647-1 (Habilitationsschrift).
- mit Jan Eichelberger: Urheber- und Designrecht. Kohlhammer, Stuttgart 2012, ISBN 978-3-17-021781-2.